# Archibald Gracie IV
El coronel Archibald Gracie IV (17 de enero de 1859-4 de diciembre de 1912) fue un escritor, historiador aficionado e inversor de bienes raíces estadounidense, superviviente del hundimiento del RMS Titanic. Sobrevivió al naufragio por haber subido a bordo de un bote salvavidas plegable y escribió un libro sobre el desastre del que todavía se imprimen copias hoy en día. Pero falleció 8 meses después de lo ocurrido en abril de 1912.

## Primeros años
Gracie nació en Mobile, Alabama, miembro de la rica familia escocesa-americana Gracie de Nueva York. Era homónimo y descendiente directo de Archibald Gracie, que había construido la Gracie Mansion, actual residencia del alcalde de Nueva York, en 1799. Su padre, Archibald Gracie III, había sido oficial de Infantería Ligera de Washington en el Ejército Confederado durante la Guerra Civil Americana, sirviendo en la Batalla de Chickamauga antes de fallecer en Petersburg, Virginia, en 1864. 

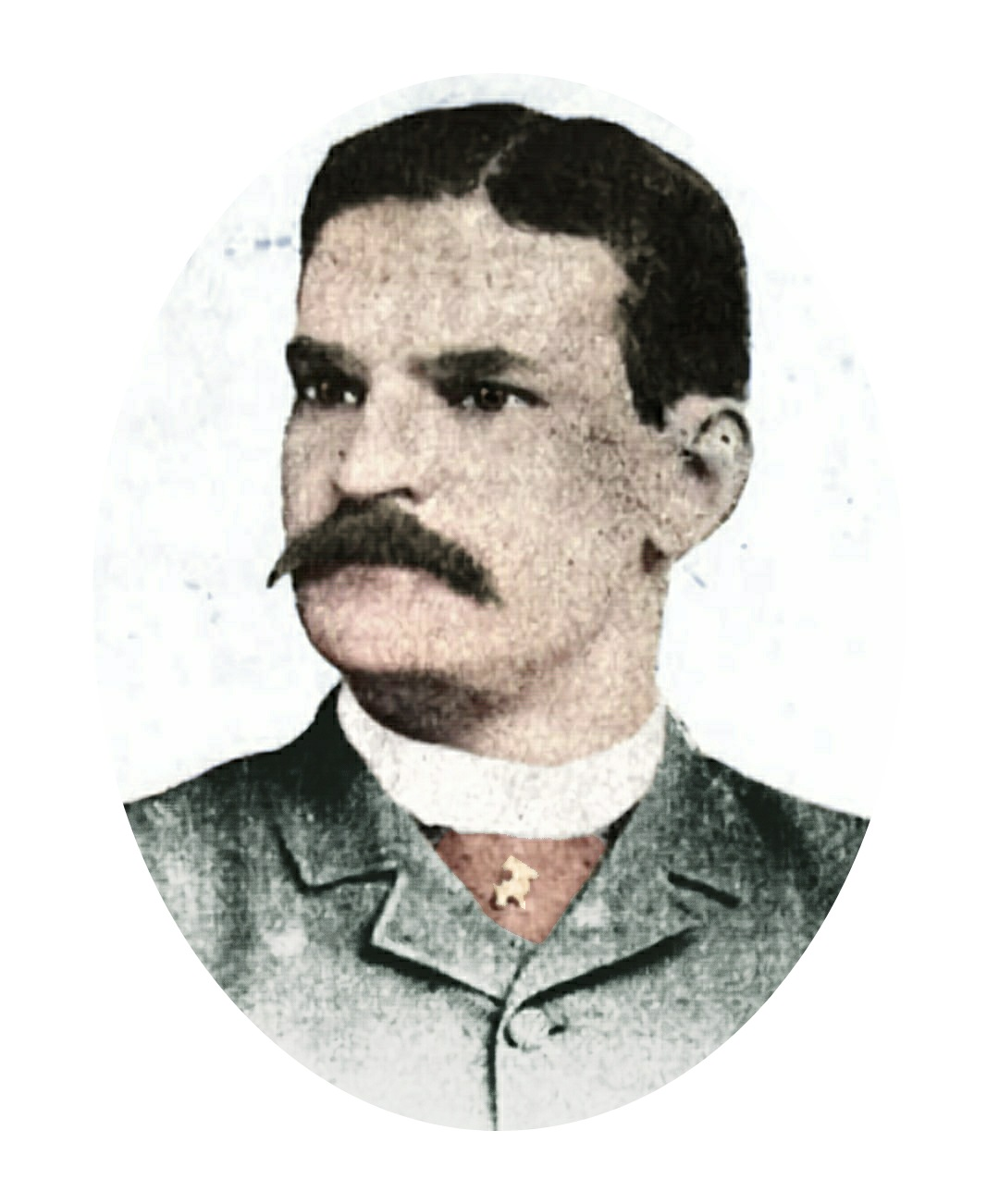
Retrato del coronel Gracie, realizado hacia los años 1890.

Gracie asistió a St. Paul School en Concord, Nuevo Hampshire y a la Academia Militar de los Estados Unidos (aunque no se graduó), llegando a ser Coronel de la Séptima Milicia de Nueva York.
El coronel Gracie era un historiador aficionado y quedó especialmente impresionado por la Batalla de Chickamauga, en la que su padre había servido. Pasó varios años recogiendo datos acerca de la batalla y finalmente, escribió un libro titulado La verdad sobre Chickamauga.

## A bordo del Titanic
Gracie encontró una experiencia gratificante, pero agotadora, a principios de 1912, cuando decidió viajar a Europa sin su esposa Constanza (nacida Schack) y su hija con el fin de recomponerse. 
Viajó al continente europeo a bordo del RMS Oceanic, de la White Star Line, y tras varios meses de viaje, decidió regresar a Norteamérica en la primera clase del nuevo transatlántico de la White Star, el RMS Titanic.
Gracie abordó el barco en Southampton el 10 de abril y fue asignado al camarote C-51 de primera clase. Pasó buena parte de la travesía acompañando a varias pasajeras que viajaban solas, incluyendo a Helen Churchill Candee, Charlotte Appleton, Malvina Cornell, Caroline Brown y la amiga de estas últimas, Edith Corse Evans. También pasó tiempo leyendo los libros que había encontrado en la biblioteca de primera clase, socializando con su amigo J. Clinch Smith, y discutiendo sobre la Guerra Civil con el empresario Isidor Straus. Era conocido entre los otros pasajeros de primera clase como un narrador incansable, como una fuente inagotable de historias sobre Chickamauga y la Guerra Civil en general.
El 14 de abril, Gracie consideró que había descuidado su salud y pasó algún tiempo ejercitándose en las canchas de squash y en la piscina del navío. Luego asistió a los servicios religiosos, tenían un almuerzo temprano, y pasó el resto del día leyendo y socializando. Se retiró pronto a su camarote, con la intención de comenzar temprano en la mañana en las canchas de squash del barco.
A las 11:45 p. m., Gracie se despertó por una sacudida del Titanic. Se incorporó, se dio cuenta de que los motores del buque no estaban en movimiento, y rápidamente se vistió, poniéndose una chaqueta Norfolk por encima de su ropa regular. Al llegar a la cubierta, se dio cuenta de que la nave estaba ligeramente inclinada, volvió a su cabina para ponerse el chaleco salvavidas y en el camino de regreso encontró a las mujeres a las que había acompañado. Él las escoltó hasta la cubierta de botes y se aseguró de que ingresaran en alguna de las embarcaciones de salvamento. A continuación, recuperó mantas para las mujeres en los botes y junto con James C. Smith ayudó al segundo oficial Charles Lightoller en el llenado de los botes restantes con mujeres y niños.
Una vez que el último bote salvavidas ordinario partió a las 1:55 AM del día 15, Gracie y Smith ayudaron a Lightoller y a otros tripulantes a liberar los cuatro botes plegables que se encontraban sobre los cuartos de equipo y sujetos al techo por fuertes cordones y cuerdas de lona. Gracie tuvo que prestarle a Lightoller su navaja de bolsillo para que los botes pudieran ser liberados. Los hombres fueron capaces de lanzar los botes plegables C y D y liberar el plegable A de las amarras, pero al mismo tiempo que liberaban el plegable B de su lugar, el puente se inundaba súbitamente.
La proa del Titanic descendió por debajo de la superficie y el agua se precipitó hacia ellos, Gracie saltó con la oleada, alcanzó a sostener una mano, y se arrastró hasta la cubierta del puente. La contracorriente provocada por el hundimiento del barco empujó a Gracie hacia abajo, se libró de la succión y salió a la superficie cerca del volcado plegable B, segundos después de que el Titanic desapareciera bajo las olas. Gracie intentó subir sobre el bote volcado, junto con una docena de hombres que se encontraban en el agua. Su amigo J.C. Smith pereció en el naufragio, y sus restos, de haber sido encontrados, nunca fueron identificados.
Durante la noche, los hombres, agotados, helados y empapados se encontraban a bordo del plegable B. Al amanecer fue posible ver otros botes salvavidas, y el segundo oficial Lightoller (que también estaba en el plegable, junto con el radiotelegrafista Harold Bride), utilizó su silbato para atraer la atención de los otros botes. Con el tiempo, los botes salvavidas 4 y 12 remaron y rescataron a los hombres restantes del plegable volcado. Gracie estaba tan cansado que fue rescatado por el bote salvavidas n.º 12, el último en llegar al RMS Carpathia cuando dicho navío, comandado por Arthur Rostron, llegó al lugar del desastre.

## Tras el rescate
Gracie volvió a Nueva York a bordo del Carpathia e inmediatamente comenzó a escribir un libro sobre sus experiencias a bordo del Titanic y el bote plegable B.
Su relato es uno de los más detallados respecto a los eventos de aquella noche; Gracie pasó meses tratando de determinar exactamente quién estaba en cada botes salvavidas y ubicar cronológicamente varios de los hechos. Su trabajo no estuvo exento de defectos, Gracie hizo referencia a todos los polizones u hombres que saltaron furtivamente a bordo de un bote salvavidas como "latino", "japonés", o "italiano", y sólo nombró a aquellos caballeros que colocaron a sus esposas a bordo de un bote salvavidas y permanecieron en el buque, si eran de primera clase. Sigue siendo un recurso valioso para investigadores e historiadores del naufragio del Titanic.
Gracie nunca se recuperó de la tragedia. Su salud se vio gravemente afectada por la hipotermia y lesiones físicas que sufrió, y murió de una complicación de diabetes el 4 de diciembre de 1912, menos de ocho meses después de la tragedia. Fue enterrado en el Cementerio Woodlawn en el Bronx, y muchos de sus compañeros sobrevivientes, así como los familiares de las víctimas, asistieron a su funeral.

## Legado

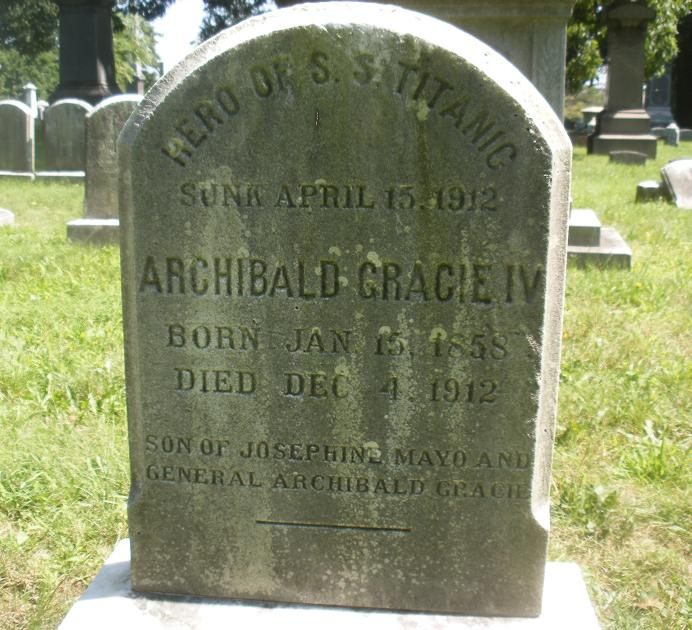
Tumba del coronel Archibald Gracie IV, en el Cementerio Woodlawn de Nueva York.

Gracie falleció antes de poder terminar de corregir las pruebas de su libro, el cual fue publicado en 1913 bajo el título original de La verdad sobre el Titanic. El libro ha pasado por numerosas ediciones y actualmente está disponible bajo el título de Titanic: Historia de un sobreviviente. Ediciones más modernas incluyen un breve relato de la catástrofe redactado por Jack Thayer, que también sobrevivió al naufragio a bordo del bote plegable B.
Como uno de los supervivientes más conocidos del hundimiento, el coronel Gracie ha sido representado en muchas de las dramatizaciones del naufragio del Titanic. Fue interpretado por James Dyrenforth en la película de 1958, titulada La última noche del Titanic, la cual estaba inspirada en la novela A Night to Remember de Walter Lord. También, en 1997, el coronel Gracie aparece en la película Titanic, de James Cameron, en la que es interpretado por Bernard Fox.